# Smidning
Smidning,,, 
eller alternativt smide 
är den ursprungliga metallformningsoperationen, med vilken metallämnet formas och ämnets inre (kristall)struktur bearbetas med hammarslag eller presslag mellan pen och städ.  Enligt historiska källor utvecklades kunskapen inom smidning först i fjärran östern och i Asien
, och den användes för att framställa olika redskap och vapen i metall. Eftersom smidda detaljer kan ha en bra kombination av styrka och seghet kan nätta detaljer tillverkas. Tvärsnittsarean, A, minskas under smidning under slag tvärs ämnets längdsriktning. Motsatsen benämns stukning. Metallindustrin använder idag både friformsmidning, mellan pen och städ, samt sänksmidning mellan två matriser (slutna verktyg). Vid friformsmidningen flyter materialet plastiskt både i längs och tvärsled. Materialets utbredning tvärs smidets längsriktning benämns bredning. Hur bredningen påverkas av processparametrar finns beskrivet i litteraturen. 
Inverkan av processparametrarna på strukturomvandlingen inuti smidesämnet har också undersökts.,,

## Hjälpmedel, teknik och metoder
Smidningen har utvecklats från handhållna metoder över mekaniska hammare med fallvikter drivna av vattenkraft eller ångkraft till dagens mekaniska eller hydrauliska pressar.  
Vid industriella smidesprocesser hålls ämnet med en manipulatortång.

## Processparametrar
Areareduktion : {\displaystyle {\frac {A_{0}-A_{1}}{A_{0}}}\cdot 100} (%); reduktionsgrad: {\displaystyle {\frac {A_{0}}{A_{1}}}}; logaritmisk reduktionsgrad, medeltöjning:{\displaystyle ln{\frac {A_{0}}{A_{1}}}}
Töjning per slag:{\displaystyle \epsilon _{h}=ln{\frac {h}{h_{0}}}}. 
Töjningshastighet: {\displaystyle {\frac {d\epsilon _{h}}{dt}}={\frac {h_{0}}{h}}\cdot {\frac {1}{h_{0}}}={\frac {dh}{dt}}\cdot {\frac {1}{h}}={\frac {v_{h}}{h}}}

## Kraft- och energibehov
Kraften som åtgår för att plastiskt forma ämnet bestäms av kontaktarean mellan verktyg och ämne, ämnets temperatur, verktygshastigheten, ämnets material och legeringssammansättning. Sänksmidning kräver ofta hög kraft per ämnesvikt på grund av stor kontaktarea och hög verktygshastighet. Vid hammarsmidning bestäms energin av fallviktens vikt och hastighet. Vid pressmidning bestäms energin med kraft och (pressad) längd.

## Industriella smidesprocesser i Sverige
Friformsmidning finns vid Uddeholm Tooling (Hagfors), Sandvik Materials Technology (Sandviken), Scana Industrier (Björneborg, Karlskoga och Söderfors), Ovako (Hofors) och Erasteel Kloster (Söderfors). Sänksmidning finns bland annat vid Bharat Forge (Karlskoga) och Componenta (Virsbo). Totalt smids flera hundratusen ton stål och en mindre mängd andra metaller i Sverige.